# Donos

Skrzynka podawcza „Usta Lwa” na anonimowe donosy w Pałacu Dożów w Wenecji

Donos, denuncjacja – poufne lub tajne (anonim) pismo oskarżające daną osobę lub instytucję, skierowane do osoby lub instytucji (np. policji) dysponującej sankcjami wobec oskarżanego w nim. Stanowi gatunek literatury stosowanej.
Prócz donosów ściśle poufnych zdarzają się także donosy drukowane w formie artykułu publicystycznego – donosy drukowane chęć wywołania użycia sankcji wobec osoby oskarżanej wzmacniają poprzez wywieranie nacisku na opinię publiczną.
Donosy pojawiają się w każdej rozwiniętej cywilizacji. W starożytności donosicielstwo przybrało charakter częściowo zinstytucjonalizowany – część greckich sykofantów i rzymskich delatorów trudniła się nim zawodowo. XIX-wieczne listowniki (podręczniki pisania listów) zawierały często wzory listów donosicielskich.
Donosicielstwo jest elementem systemów totalitarnych, było częstym zjawiskiem, wspieranym przez władze, w okresie ZSRR i PRL-u.
W ZSRR istniało także pojęcie niedonosu (ros. недонос) – przestępstwo niedoniesienia o potencjalnym przestępstwie; powiązane z tym pojęciem jest powiedzenie „znał, a nie wskazał”.